# محوطه سیاگل
محوطه سیاگل مربوط به عصر آهن - دوره اشکانیان - دوره ساسانیان است و در شهرستان گیلانغرب، بخش مرکزی، دهستان حومه، ۸۰۰ متری شمال شرقی روستای سیاگل واقع شده و این اثر در تاریخ ۲۶ اسفند ۱۳۸۷ با شمارهٔ ثبت ۲۵۴۲۶ به‌عنوان یکی از آثار ملی ایران به ثبت رسیده است.